# 象郷村
象郷村（ぞうごうむら）は、香川県仲多度郡にあった村。

## 歴史
- 1890年2月15日 - 町村制施行に伴い、那珂郡苗田村（のうだむら）、上櫛梨村（かみくしなしむら）、下櫛梨村（しもくしなしむら）が合併し、象郷村が発足。
- 1899年4月1日 - 那珂郡が多度郡と合併し、仲多度郡となる。
- 1958年3月31日 - 下櫛梨の一部が善通寺市に、残部が琴平町に編入。同日付で象郷村が廃止。

## 出身人物
- 富岡宣永（富岡八幡宮宮司、旧姓・森）